# Diervilla ×splendens
Espèce
Classification phylogénétique
Le diervillée élégant (Diervilla ×splendens) est un arbuste cultivé du genre Diervilla. C'est un hybride de Diervilla lonicera et de Diervilla sessilifolia.